# 2013 természeti katasztrófái
Ezen a lapon 2013 nagyobb természeti katasztrófái vannak felsorolva.

## Január
- A hónap elején, január 2-től kezdődően a heves esőzések miatt áradások és földcsuszamlások keletkeztek Brazíliában, Rio de Janeiro térségében. Mivel egyes körzeteket még mentőalakulatok sem tudnak megközelíteni, így az áldozatok száma és károk teljes nagysága nem ismert.[1]
- január 4. – január 5. – A nagy hőség miatt kitört erdőtüzek miatt több száz embert telepítettek ki az Ausztráliához tartozó Tasmania szigetén.[2]
- január 5. – 7,7-es erősségű földrengés Alaszka partjaitól mintegy 100 km-re délnyugatra.[3] Az államban cunamiriadót rendeltek el.[3]
- január 11. – A heves esőzések miatti földcsuszamlás következtében 46 ember meghalt Kína Jünnan tartományában.[4]
- január 30. – 6,8-es erősségű földrengés Chilében, Copiapo közelében. Kisebb anyagi károk keletkeztek és egy 50 éves nő meghalt szívroham miatt.[5]
- A hónap végén az ausztrál Queensland tartományban a napokig tartó heves esőzések miatt megáradtak a folyók, amik miatt több ezer embert kellett kitelepíteni, egy ember vízbe fulladt. Bundabergben a Burnett-folyó 1 km szélességben árasztotta el a vidéket, az esőzést követő viharos szél Brisbane-ben is károkat okozott.[6]

## Február
- február 3. – Kamcsatkán egyszerre tört ki 4 vulkán.[7]
- február 4. – 4,1-es erősségű földrengés a horvátországi Dalmáciában. A rengés epicentruma Muć környékén volt, a rengést érezték Splitben, Sibenikben, Sinjben és Belgrádban is.[8]
- február 8. – Heves hóviharok az Egyesült Államok keleti partján, Massachusetts, Connecticut, Rhode Island, Maine és New York államokban. Mindegyik államban szükségállapotot hirdettek ki a 90 centiméteres hó és az óránkénti 133 km-es sebességet elérő szél miatt. A viharok miatt több mint 700 000 háztartásban nincs villany, a halálos áldozatok száma 4.[9][10]
- február 15. – Közép-európai idő szerint a hajnali órákban erős fény és hangjelenség kíséretében félig elégett majd felrobbant egy légkörbe belépő meteor az orosz Cseljabinszk felett. A jelenség anyagi károkat is okozott és több mint 1000 ember megsérült.[11]

- február 16. – 3,5-es erősségű földrengés Heves megyében Heves város és Tenk körzetében.[12]

## Március
- március 15. – Többnapos közlekedési fennakadást okozott az évszakban szokatlanul erős hóesés Magyarországon.

## Április
- április 14. – Hamufelhőkkel kitört a mexikói Popocatépetl vulkán.[13]
- április 20. – 6,6-es erősségű földrengés Kínában, Szecsuan tartományban, Jaan városban. A katasztrófában legalább 124 ember meghalt és 3000 megsebesült.[14]

- április 24. – 4,7-es erősségű földrengés Hevesen.

## Május
- május 7. – 4 ember meghalt az indonéz Mayon vulkán váratlan kitörésekor.[15]
- május 11. – 6,2-es erősségű földrengés Iránban.[16]
- május 13. – Kitört az alaszkai Pavlof-vulkán.[17]
- május 18. – 3-as erősségű földrengés a Heves megyei Tenk közelében.[12]
- május 20. – Tornádó pusztított az Egyesült Államok középső vidéken. A halálos áldozatok száma több mint 90, köztük negyven gyerek.[18][19]
- május 23. – 7,4-es erősségű rengés Tonga térségében.[20]

## Június
- június elején: A heves esőzések miatt megáradtak a közép-európai folyók, katasztrófahelyzetet okozva több országban.

- június 2. – 6,5-es erősségű földrengés Tajvanon.[21]
- július 5. – 4,2-es erősségű rengés Balassagyarmattól 1 km-re.[22]
- június 11. – 2,4-es erősségű rengés Érsekvadkert közelében.[23]

## Július
- július 2. – 3,6-es rengés Nógrád megyében, Szátok közelében.[24]
- július 3. – 6,1-es erősségű földrengés Szumátrán, 22-en meghaltak.[25]
- július 6. – 6,4-es erősségű rengés Indonéziában, a Mentawai-szigeteknél[26]
- július 19. – 5,2-es erősségű földrengés Japánban, 90 km-re Fukusimától.[27]
- július 21. – 6,9-es erősségű rengés Új-Zéland partjainál.[28]
- július 22. – 6,6-es erősségű rengés Kínában, Kanszu tartományban, az áldozatok száma körülbelül 100 fő.[29]
- július 26. – Esőzések okozta földcsuszamlásokban meghalt 22 ember és 30 ezret kitelepítettek a kínai Kanszu tartományban.[30]
- július 30. – 4,6-es erősségű földrengés Horvátországban.[31]

## Augusztus
- augusztus 7. – 3-as erősségű rengés Heves város közelében.[32]
- augusztus 15. – 3-as erősségű földrengés a Baranya megyei Felsőszentmárton közelében.[33]
- augusztus 16. – 6,6-es erősségű rengés Új-Zéland középső részén.[34]
- augusztus 19. – Aktívvá vált a japán Szakuradzsima vulkán.[35]
- augusztus 30. – 7-es erősségű földrengés Alaszkában.[36]
- augusztus 31. – 5,9-es erősségű földrengés Szecsuanban, Kínában.[37]

## Szeptember
- szeptember 4. – 6,9-es erősségű földrengés Japán déli részén.[38]
- szeptember 20. – 4,3-as erősségű földrengés Ausztriában, Burgenlandban.[39]
- szeptember 24. – 7,7-es erősségű földrengés Pakisztánban, aminek következtében több mint 500 ember meghalt.

- szeptember 25. – 6,9-es erősségű földrengés Peru gyéren lakott részén.[40]
- szeptember 28. – Újabb, 7,2-es erősségű földrengés Pakisztánban, Beludzsisztánban.[41]

## Október
- október 2. – 4,2-es földrengés az osztrák Badenben.[42]
- október 6. – 5,5-es földrengés Románia délkeleti részén.[43]
- október 10. – 2,6-es földrengés a Pest megyei Márianosztrán.[44]
- október 12. – 6,4-es földrengés Kréta szigeténél, a partoktól 43 kilométerre.[45]
- október 15. – 7,2-es földrengés a Fülöp-szigeteken, Bohol szigeten, Carmen város térségében.[46] A rengésben húszan meghaltak.
- október 19. – 3,3-es földrengés a Komárom-Esztergom megyei Bábolnán.[47]
- október 25. – 7,3-es erősségű földrengés Japánban, Fukusimánál, a partoktól 300 kilométerre, keletre.[48]
- október 26. – Kitört az Etna Szicíliában.[49]

## November
- Délkelet-Ázsiában tájfun pusztított, melyet minden idők legerősebb tájfunjának tartanak.[50]

- november 18. – 4,9-es erősségű földrengés Horvátországban, amit Dalmácia jelentős részén érezni lehetett.[51]
- november 28. – 5,6-es erősségű földrengés Iránban, Busehr tartományban, egy atomerőmű közelében.[52] A rengésben 7-en meghaltak, és 30-an megsebesültek.

## December
- december 1. – 3,3-es erősségű földrengés Baranya megyében, Komlótól 19 kilométerre. A rengést Versenden, Szellőn, Szederkényben, Babarcon és Belvárgyulán is érezték.[53]
- december 28. – Földrengés Törökország déli és Ciprus keleti partvidékén. Az epicentrum a Földközi-tengeren volt.[54]
- december 31. – A Richter-skála szerinti 2,6-es erősségű földrengés a Győr-Moson-Sopron megyei Iván mellett. A rengéseket a lakosság is érezte.[55]